# کفرلاته
کفرلاته (به عربی: کفرلاتة) یک منطقهٔ مسکونی در سوریه است که در اریحا واقع شده‌است. کفرلاته ۴٬۲۳۱ نفر جمعیت دارد.